# Megumi Izumi
Megumi Izumi (ur. 4 marca 1983 w Akicie) – japońska biathlonistka, jej największym sukcesem jest 9. miejsce w biegu indywidualnym w czasie Mistrzostw Świata Juniorów w 2004 roku.

## Osiągnięcia

### Mistrzostwa Świata
| Rok  | Miejsce    | IN | SP | PU | MS | RL |
| 2007 | Anterselva | 58 |    |    |    | 20 |
| 2008 | Östersund  | 80 | 83 |    |    | 18 |

### Mistrzostwa Świata Juniorów
| Rok  | Miejsce         | IN | SP | PU | MS | RL |
| 2004 | Haute Maurienne | 9  | 36 | 17 |    |    |

IN – bieg indywidualny, SP – sprint, PU – bieg pościgowy, MS – bieg ze startu wspólnego, RL – sztafeta